# Podatek majątkowy
Podatek majątkowy – podatek, którego wartość wylicza się na podstawie posiadanego majątku (tzw. masa majątkowa), czyli inaczej niż w większości innych podatków gdzie opodatkowany jest przyrost majątku (np. w podatku dochodowym). Na masę majątkową mogą się składać m.in. nieruchomości gruntowe, budynki (podatek katastralny), przedsiębiorstwa, nieruchomości rolne lub leśne oraz papiery wartościowe czy aktywa bankowe.
Podatek majątkowy przyjmuje dwie główne formy: podatku pobieranego przy zmianie własności majątku (zwykle w następstwie śmierci lub przy darowiźnie) lub też nakładanego co roku w wysokości niewielkiej części wartości majątku podatnika.
Podatek majątkowy zmniejsza różnice w posiadanym majątku. Może jednak również zniechęcać do podejmowania działań zwiększających majątek.

## W Polsce
W Polsce podatek majątkowy wprowadzono np. podczas reformy Grabskiego, objął posiadających majątek powyżej 10 tysięcy ówczesnych franków złotych. 